# 微录
微录是出通科技（上海）有限公司推出的视频记录品牌。

## 大事记
2019年11月，微录申请注册商标。
2020年6月，微录网站内测上线。
2020年12月11-12日,由《经济》杂志社、《市场观察》杂志社“2020品牌强国经济论坛暨(第四届)创新成果发布会”活动在北京举行。大会特刊刊登了微录的品牌故事。微录入选2020中国品牌强国十大科技品牌。